# Kuosankivi
Kuosankivi är en klippa i Finland.   Den ligger i kommunen Kotka i den ekonomiska regionen  Kotka-Fredrikshamn  och landskapet Kymmenedalen, i den södra delen av landet, 120 km öster om huvudstaden Helsingfors.
Terrängen runt Kuosankivi är mycket platt.  Närmaste större samhälle är Kotka, 12,9 km nordväst om Kuosankivi. 